# Serinyà
Serinyà település Spanyolországban, Girona tartományban. Serinyà Sant Ferriol, Maià de Montcal, Esponellà, Porqueres és Sant Miquel de Campmajor községekkel határos. Lakosainak száma 1198 fő (2024).

## Népesség
A település népessége az elmúlt években az alábbi módon változott:
| Lakosok száma | 153  | 1040 | 946  | 813  | 702  | 962  | 1095 | 1123 | 1136 | 1198 |
|               | 1717 | 1887 | 1936 | 1960 | 1986 | 2004 | 2009 | 2014 | 2019 | 2024 |